# Вуатюр, Венсан
Венса́н Вуатю́р (фр. Vincent Voiture; 24 февраля 1597, Амьен — между 24 и 26 мая 1648, Париж) — французский поэт XVII века, видный представитель литературы барокко.

## Биография
Вуатюр родился в семье богатого торговца, поставлявшего вино ко двору. В 1605 г. его семья переезжает в Париж. Венсан получает хорошее образование в двух парижских коллежах. По окончании коллежа он изучал право в Орлеанском университете. С 1625 г. посещал салон мадам де Рамбуйе; с 1629 г. стал доверенным лицом Гастона Орлеанского, брата короля. Побывал с дипломатической миссией в Испании (1632); путешествовал по Северной Африке, Англии, Фландрии, Италии, Савойе. В Риме был принят в Академию Умористов (1638). Один из первых членов Французской Академии (с 1634 г., кресло № 33). После заговора Сен-Мара стал королевским метрдотелем. Умер от подагры.

## Вуатюр и салон Рамбуйе
В эту эпоху был знаменит салон маркизы де Рамбуйе, где Вуатюр стал постоянным посетителем. Там собирались аристократы, знаменитые писатели и поэты. Этот салон был центром «прециозной мысли» или «прециозного стиля» (фр. précieux — драгоценный). Посетители салона именовали себя прециозниками (прециозницами), говорили на специфическом жаргоне, в котором вместо обычных слов преобладали метафоры, иносказания, перифразы. Поэзия здесь была развлечением. Основной темой такой поэзии были утонченные чувства и платоническая любовь, тогда как интерес к повседневной жизни отсутствовал вовсе.

## Сочинения
Характерные для маньеризма элегантность и изящество стихов Вуатюра, его умение чутко реагировать на запросы публики сделали кумира салона Рамбуйе популярнейшим на протяжении всего XVII века поэтом. Для ряда стихотворений Вуатюра характерен налёт бурлескного эротизма, что сближает его с маринистами в Италии: «Стансы красавице, у которой рукава были засучены и грязны» (A une Demoiselle qui avait les manches de sa chemise retroussées et sales), «Стансы о даме, юбка которой задралась при падении кареты» (Stances sur une dame dont la juppe fut retroussée en versant dans un carrosse). Среди других сочинений Вуатюра: «Красавица, встающая спозаранку» (La Belle Matineuse, 1635), «Сонет к Урании» (Sonnet à Uranie, 1647), а также выдержанные в галантном духе письма, сыгравшие большую роль в формировании эпистолярного жанра во Франции (опубликованы посмертно в 1650 г.). Они были адресованы, как правило, гостям и обитателям салона, или же лицам, находящимся вдали от Парижа.

## Таллеман де Рео о Вуатюре
Интересные подробности о характере и поведении Вуатюра содержатся в «Занимательных историях» Таллемана де Рео:
В выражении его лица было что-то простодушное, чтобы не сказать глуповатое, и вы бы сказали, что, беседуя с людьми, он потешается над ними. Я находил его не слишком учтивым, и мне казалось, будто он во всем стремится дать почувствовать своё превосходство. Он был самым кокетливым человеком на свете. Главным его увлечением в жизни были любовь и игра в карты. Он играл с таким азартом, что к концу партии каждый раз вынужден был менять рубашку. Он усердно развлекал общество во дворце Рамбуйе. Всегда он успевал увидеть нечто такое, чего не видели другие; поэтому стоило ему прийти, как все собирались вокруг него, дабы его послушать. Не всякий храбрец может насчитать столько поединков, сколько было у нашего героя, ибо он дрался на дуэли по крайней мере четыре раза; днём и ночью, при ярком солнце, при луне и при свете факелов.